# زرغر أباد (حومة دامغان)
زرغر أباد (بالفارسية: زرگرآباد) هي مستوطنة تقع في إيران في منطقة مركزية ريفية. يقدر عدد سكانها بـ 58 نسمة بحسب إحصاء 2016.